# Maria Lluïsa Serra Belabre
Maria Lluïsa Antònia Joana Serra Belabre (* 21. Juni 1911 in Maó, Menorca; † 19. November 1967 ebenda) war eine menorquinische Bibliothekarin, Historikerin und Archäologin.

## Leben
Sie war die Tochter des Eisenwarenhändlers Juan Serra und dessen Frau Maria Belabre. Im Alter von 33 Jahren beschloss sie, die Universität zu besuchen. Sie studierte von 1944 bis 1949 Geschichte an der Universität Barcelona und beteiligte sich bereits in dieser Zeit an archäologischen Grabungen unter Leitung von Lluís Pericot (1899–1978). Beeinflusst war sie auch vom Historiker Jaume Vicens Vives (1910–1960). 1951 wurde sie Interimsdirektorin des Palacio de Archivos, Bibliotecas y Museos de Menorca und im Januar 1953 Direktorin des Provinzmuseums der Schönen Künste. Ab Februar 1955 leitete sie die öffentliche Bibliothek von Maó und das Historische Archiv. Ihr Verdienst ist es, dass in fast allen Gemeinden Menorcas ein Netzwerk von örtlichen Bibliotheken entstand. 1957 wurde sie Direktorin des Hauses der Kultur (Casa de Cultura) in Maó, für das sie ein Konzept entwickelte, das weiteren Einrichtungen dieser Art in ganz Spanien als Vorbild diente. Von 1964 bis zu ihrem Tod gehörte sie der Redaktion der Zeitschrift Revista de Menorca an.
Ab 1958 führte sie gemeinsam mit Pericot archäologische Grabungen an zahlreichen Fundstätten der Talayot-Kultur durch, wie Sant Vicenç d’Alcaidús, Torelló, Son Mercer de Baix, Talatí de Dalt, Son Catlar, Torre d’en Galmés, Na Comerma de Sa Garita, Rafal Rubí und Torrellafuda. 1959 gruben sie die Naveta des Tudons aus, die sie 1960 restaurierten. Serra war die Erste, die die vielerorts gefundenen kreisförmigen Steinstrukturen (Cercles) als die Wohnhäuser der späten talayotischen Epoche identifizierte. Sie war auch an der Entdeckung, Ausgrabung und Restaurierung frühchristlicher Basiliken (Illa del Rei, Es Cap des Port de Fornells, Son Bou und Es Fornás de Torelló) beteiligt.
Serra setzte sich aktiv für den Erhalt des archäologischen Erbes Menorcas ein, was dazu führte, dass die prähistorischen Stätten der Insel 1966 unter Denkmalschutz gestellt wurden.
Sie starb mit 56 Jahren an den Folgen ihrer Krebserkrankung.
Maria Lluïsa Serra war korrespondierendes Mitglied der Königlichen Akademie der Schönen Künste von San Fernando. 1956 wurde ihr der Orden Alfons X. des Weisen verliehen.